# Closterkeller
Closterkeller ist eine polnische Dark-Rock-Band aus Warschau, die 1988 gegründet wurde. Von der ursprünglichen Besetzung ist nur noch Sängerin Anja Orthodox übrig, die zu den kontroversesten und charismatischsten Figuren der polnischen Musikszene zählt. Trotz über 20-jähriger wechselhafter Bandgeschichte und zahllosen Auftritten und Veröffentlichungen ist der Bekanntheitsgrad der Band nach wie vor fast ausschließlich auf Polen beschränkt.

## Geschichte

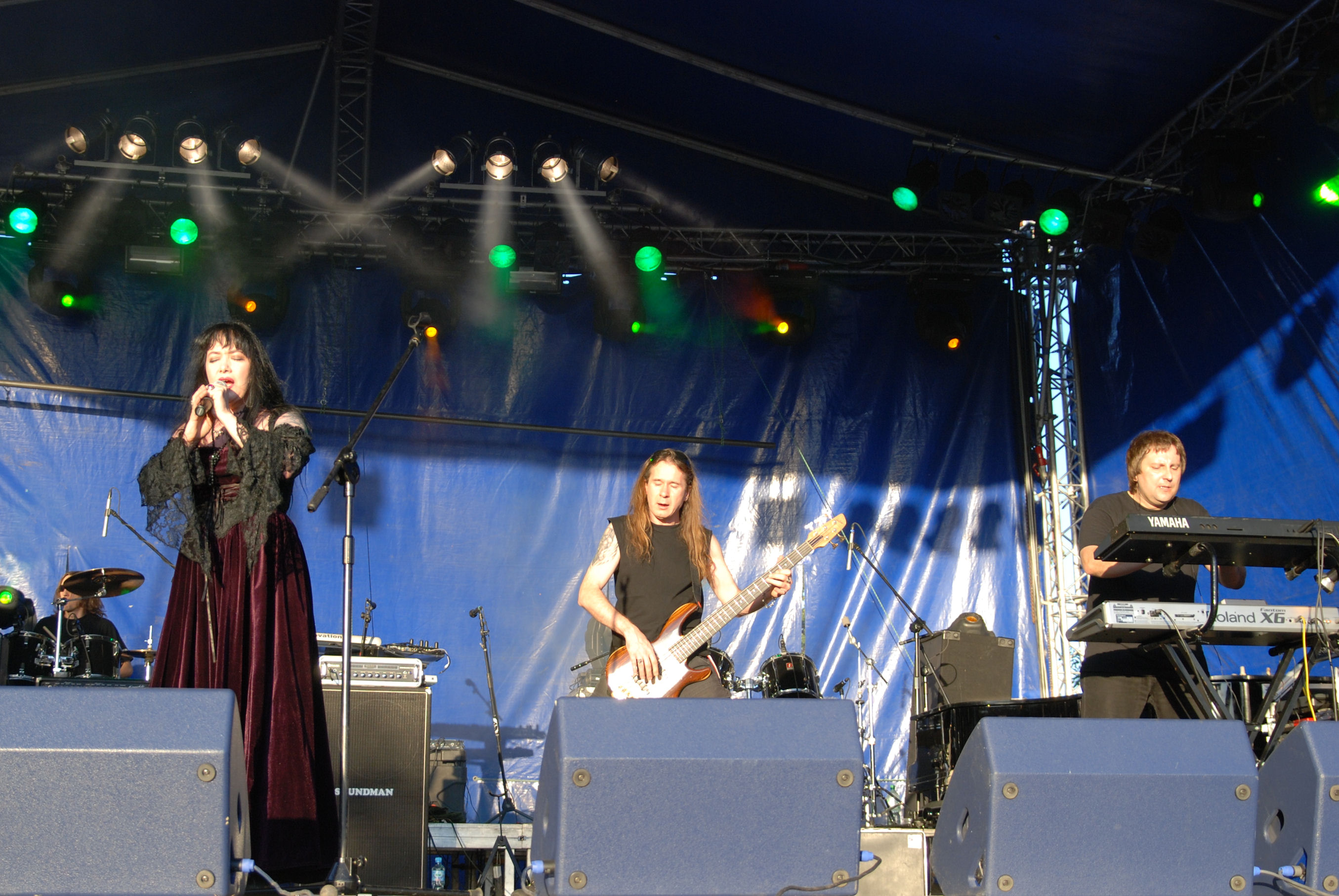
Closterkeller auf der Castle Party 2008

Closterkeller wurde 1988 von den polnischen Musikern Przemysław Guryn (Keyboard), Jacek Skirucha (Gitarre), Tomasz „Wolfgang“ Grochowalski (Bass) und der Sängerin Anna Sabiniewicz (alias Anja Orthodox) gegründet. Von Zbyszek Bieniak, einem befreundeten Musiker, kam die Idee, die Band nach der bulgarischen Weinsorte Klosterkeller zu benennen, was schließlich auch mit einer geringfügigen Änderung des ersten Buchstabens (um in Auflistungen weiter vorne zu stehen) so übernommen wurde. Nachdem kurz darauf mit Grzegorz Tomczyk auch ein Schlagzeuger gefunden wurde, begann die Band regelmäßig zu proben und gab im Februar 1988 erste Konzerte im Haus der Kulturen in Warschau und in Józefów.
Im Jahr 1989 erreichte die Band erstmals größere Bekanntheit innerhalb Polens, als sie kurz hintereinander auf mehreren Festivals auftrat, darunter das Mokotowska Jesień Muzyczna und das Rock-Pokoju-Festival in den Mirów-Hallen in Warschau, das Rockmusik-Festival in Chełmce, das Odjazdy-Festival im Spodek in Kattowitz sowie das prestigeträchtige Rockmusik-Festival in Jarocin, und jeweils zur besten Band gewählt wurde.
Nach mehrfachem Wechsel des Schlagzeugers veröffentlichte die Band im darauffolgenden Jahr ihr Debütalbum Purple, zu dem auch zwei Musikvideos gedreht wurden. Sängerin Anja Orthodox unterstützte unterdessen die polnische Cold-Wave-Band Pornografia auf deren erstem, gleichnamigen Album mit ihrem Gesang.
1992 erschien beim Label SPV Polen das zweite Album Blue, welches das erste von bisher insgesamt drei Alben ist (neben Graphite und Nero), zu dem neben der ursprünglichen, polnischsprachigen Version auch eine zusätzliche englischsprachige Version aufgenommen wurde. Kurz darauf erschien die EP Agnieszka, mit einer Coverversion des The-Cult-Songs „Wild Flower“.
In den folgenden Jahren wechselte die Band mehrmals ihr Line-up und veröffentlichte zahlreiche Alben, die, wie auch die zuvor schon erschienenen, alle nach Farben benannt sind: Violet (1993), Scarlet (1995), Cyan (1996) und Graphite (1999).
Die Aufnahme eines semi-akustischen Auftritts bei Polskie Radio 3 erschien im Jahr 2000 als Livealbum Fin de Siecle.
2003 veröffentlichte die Band mit dem Album Nero ihr vorläufig letztes Album beim polnischen Label Metal Mind Productions. Nach weiteren Line-up-Wechseln erschien 2009 beim neuen Label Universal Music Group das achte Studioalbum Aurum.
Neben zahlreichen Auftritten auf diversen Musikfestivals, wie dem Wave-Gotik-Treffen in Leipzig, dem Przystanek Woodstock in Küstrin, dem Mayday Rock Festival in Głogów, der Castle Party in Bolków oder dem Dark Stars Festival, veranstaltet die Band seit 2005 auch jährlich eine eigene Tournee innerhalb Polens, die Abracadabra Gothic Tour, bzw. seit 2009 die Abracadabra Aurum Tour.
Closterkeller unterstützten mit ihren Auftritten bisher unter anderem Bands wie Jethro Tull, Cocteau Twins, Clan of Xymox, Paradise Lost, Diary of Dreams oder XIII. Století. Auf ihren Alben haben diverse namhafte polnische Musiker, wie die Sängerin Edyta Bartosiewicz oder der Violinist Michał Jelonek, Gastauftritte.

## Stil
Die Musik der Band wies auf den ersten Alben, vor allem dem Debütalbum Purple, noch starke New-Wave- und Post-Punk-Einflüsse auf, was sich auch im Gesang von Anja Orthodox ausdrückte, und war unter anderem von Bands wie Siouxsie and the Banshees und Xmal Deutschland inspiriert. Spätestens nach dem Beitritt von Bassist Krzysztof Najman, der zuvor in diversen Metalbands gespielt hatte, wurde der Musikstil deutlich härter und zeigte Einflüsse des Heavy Metal, Hard Rock und auch Grunge.
Auf den neueren Alben dominiert dagegen eher sanftere, sphärische Rockmusik aus den Bereichen Dark Rock, Alternative Rock und Softrock, die von Elementen elektronischer Musik und Synthesizer-Begleitung geprägt ist.
Die Musik ist außerdem geprägt von Anja Orthodox’ vielseitigem Gesangsstil, der von melancholisch-verträumt bis kraftvoll-aggressiv reicht. Normalerweise singt sie dabei auf Polnisch, von drei Alben der Band wurden jedoch nachträglich noch Versionen mit englischem Gesang aufgenommen.

## Diskografie

### Alben
- 1990 – Purple
- 1992 – Blue
- 1993 – Violet
- 1995 – Scarlet (PL: Gold)
- 1996 – Cyan
- 1999 – Graphite
- 2003 – Nero
- 2009 – Aurum

### Livealben
- 1997 – Koncert ’97
- 2000 – Fin de Siecle

### EPs
- 1993 – Agnieszka
- 2004 – Reghina

### Singles
- 1995 – Scarlett
- 1996 – Władza
- 1999 – Na krawędzi/Ate
- 1999 – Czas komety
- 2000 – Zegarmistrz światła
- 2004 – Earth Song
- 2005 – Lunar
- 2009 – 12 dni

### Videoalben
- 2003 – Act III – Live 2003
- 2008 – Act IV – Przystanek Woodstock